# Chess.com
Chess.com è un server di scacchi, forum e social network. Il sito ha un modello freemium in cui alcune funzionalità sono disponibili gratuitamente e altre solo per gli account con abbonamenti. Sulla piattaforma è possibile giocare a scacchi dal vivo contro altri utenti utilizzando cadenze rapid, blitz o bullet ed è possibile inoltre giocare a numerose varianti degli scacchi. Il sito consente anche di affrontare IA, effettuare analisi computerizzate delle partite, risolvere puzzle di scacchi, consultare risorse didattiche ed anche numerosi articoli riguardanti eventi e notizie sul mondo degli scacchi. Sulla piattaforma sono stati ospitati numerosi tornei online a cui hanno preso parte diversi GM di fama internazionale. Tra i tornei ospitati si annoverano i Titled Tuesdays, la PRO Chess League, gli Speed Chess Championships, i PogChamps ed eventi computer vs computer.
A gennaio 2021 chess.com è il sito web dedicato agli scacchi con più utenze al mondo, nonché tra i primi 200 siti con più utenze in assoluto.

## Storia
- 1995: Il dominio Chess.com è stato originariamente creato da Aficonado, una società con sede a Berkeley, in California, per vendere un software di insegnamento degli scacchi chiamato "Chess Mentor".[3]
- 2005: l'imprenditore di Internet Erik Allebest e il partner Jarom ("Jay") Severson acquistano il nome di dominio e riuniscono un team di sviluppatori di software per riqualificare il sito come portale di scacchi.
- 2007: il sito è stato rilanciato nel 2007.[1] Il lancio è stato supportato da una forte attività promozionale attuata tramite i social media.
- 2009: Chess.com ha annunciato l'acquisizione di un simile sito di social networking di scacchi, chesspark.com. I fondatori di Chesspark Jack Moffitt e Brian Zisk da allora lavorarono ad una startup dedicata alle ricerche online.[4]
- Ottobre 2013: Chess.com ha acquisito il sito di notizie di scacchi chessvibes.com con sede ad Amsterdam, che forniva copertura per i tornei di scacchi ed era stata fondata dal giornalista di scacchi olandese Peter Doggers nel febbraio 2006.[5][6]
- 2014: il sito ha annunciato che sulla piattaforma sono state giocate oltre un miliardo di partite dal vivo, inclusi 100 milioni di partite per corrispondenza.[7]
- Gennaio 2016: Chess.com ha annunciato "v3", la revisione biennale della sua precedente interfaccia. Il sito ha introdotto nuove funzionalità tra cui l'analisi computerizzata dei giochi e le varianti di scacchi crazyhouse, three-check chess, king of the hill, chess960 e bughouse.[8]
- Giugno 2017: È stata giocata la partita numero 2 147 483 647 (= 2 31 - 1), che ha causato l'interruzione dell'app iOS per dispositivi Apple a 32 bit prodotti prima del 2013. Ciò si è verificato a causa di un problema di overflow in cui il numero era troppo grande per essere rappresentato nel numero di bit di archiviazione utilizzati.[9][10]
- Maggio 2018: Chess.com ha annunciato di aver acquisito il motore scacchistico commerciale con un punteggio Elo superiore ai 3300 Komodo, all'epoca valutato 3° per rating al mondo dietro Stockfish e Houdini.[11] In concomitanza, il team di Komodo ha annunciato l'aggiunta di un metodo di apprendimento automatico probabilistico basato sulla ricerca ad albero Monte Carlo, gli stessi metodi utilizzati dai progetti scacchistici e di intelligenza artificiale AlphaZero e Leela Chess Zero.[12]

## Tornei ed eventi

### Death match
I Death Match sono stati introdotti nel gennaio 2012. Ad essi hanno partecipato giocatori titolati che hanno preso parte ad una serie di partite blitz per un periodo non-stop di 3 ore (cadenze di 5 minuti, 3 minuti e 1 minuto, tutti con un incremento di un secondo). Sono stati disputati 38 deathmatch, a cui hanno preso parte diversi grandi maestri tra cui Hikaru Nakamura, Dmitry Andreikin, Maxime Vachier-Lagrave, Lê Quang Liêm, Wesley So, Fabiano Caruana, Judit Polgár e Nigel Short.

### US Chess League
La USCL è stata una lega nazionale di scacchi negli Stati Uniti tra il 2005 e il 2016. Chess.com ha ospitato l'evento nel 2013.

### Titled Tuesdays
Il Titled Tuesday è un torneo di scacchi 3 + 1' con sistema svizzero con 11 round che si tiene ogni martedì. Tra i grandi maestri che hanno preso parte a tali eventi vi sono Hikaru Nakamura, Maxime Vachier-Lagrave, Alexander Grischuk, Dmitry Andreikin, Wesley So e Fabiano Caruana.  Il primo evento si è tenuto il 28 ottobre 2014, con un montepremi di $500 ed è stato vinto da Baadur Jobava. Il montepremi è stato infine aggiornato a $1500.  Il GM Hikaru Nakamura ha vinto il maggior numero di eventi con un totale di otto vittorie nei tornei, seguito dal GM Georg Meier con sette Il campione del mondo Magnus Carlsen ha vinto tre degli eventi a cui ha partecipato.
Nel giugno 2018, Chess.com ha tenuto una edizione speciale del torneo nella quale il vincitore avrebbe potuto partecipare al torneo Isola di Man International che aveva un montepremi di 144.000 sterline. Il GM iraniano Pouria Darini ha vinto tale evento.

### Speed Chess Championship
Lo Speed Chess Championship è un torneo annuale a eliminazione diretta in cui sedici tra i migliori giocatori al mondo si sfidano in una serie di partite blitz e bullet. Nella sua prima edizione, nel 2016, il torneo si chiamava GM Blitz Battle Championship e prevedeva la partecipazione di solo otto giocatori. Tra il 2016 e il 2022 ci sono stati solo due vincitori del torneo: Magnus Carlsen (due titoli) e Hikaru Nakamura (cinque titoli).
|      | Vincitore       | Secondo classificato   | Punteggio finale | Montepremi |
| ---- | --------------- | ---------------------- | ---------------- | ---------- |
| 2016 | Magnus Carlsen  | Hikaru Nakamura        | 14.5–10.5        | $40.000    |
| 2017 | Magnus Carlsen  | Hikaru Nakamura        | 18–9             | $50.000    |
| 2018 | Hikaru Nakamura | Wesley So              | 15.5–12.5        | $55.000    |
| 2019 | Hikaru Nakamura | Wesley So              | 19.5–14.5        | $50.000    |
| 2020 | Hikaru Nakamura | Maxime Vachier-Lagrave | 18.5–12.5        | $100.000   |
| 2021 | Hikaru Nakamura | Wesley So              | 23–8             | $100.000   |
| 2022 | Hikaru Nakamura | Magnus Carlsen         | 14,5–13,5        | $100.000   |

### PRO Chess League
La PRO Chess League è derivata dalla US Chess League che ha cambiato nome e formato, con controlli del tempo più rapidi e un focus sulla flessibilità di formazione e gestione delle squadre. Chess.com ha ospitato il PCL a partire dal 2017, con una serie regolare e una estiva.
|      | Vincitore              | Secondo classificato             | Punteggio finale |
| ---- | ---------------------- | -------------------------------- | ---------------- |
| 2017 | St. Louis Arch Bishops | Norway Gnomes                    | 9 - 7            |
| 2018 | Armenia Eagles         | Chengdu Pandas                   | 12-11            |
| 2019 | St. Louis Arch Bishops | Baden-Baden Snowballs            | 10 - 6           |
| 2020 | St. Louis Arch Bishops | Canada Chessbrahs/Chengdu Pandas |                  |

### Tornei di scacchi per computer
Nel novembre 2017, Chess.com tenne il primo torneo open per computer a cui parteciparono i dieci motori scacchistici più potenti di allora. Il torneo aveva $2 500 di montepremi. I primi due motori meglio classificati furono Stockfish e Houdini i quali gareggiarono in un torneo "Superfinale". Nella Superfinal di 20 partite, Stockfish vinse su Houdini con un punteggio di 10,5-9,5. Il risultato fu di 15 pareggi, 3 vittorie di Stockfish e 2 di Houdini.
Nell'agosto 2018, il sito ha annunciato il Chess.com Computer Chess Championship (CCCC, in seguito CCC), un torneo non-stop per computer di scacchi.
| Stagione | Data           | Vincitore        | Titolo                | Numero partecipanti | Cadenze (minuti + secondi di incremento) |
| -------- | -------------- | ---------------- | --------------------- | ------------------- | ---------------------------------------- |
| 1        | Settembre 2018 |                  | Rapid Rumble          | 24                  | 15 + 5                                   |
| 2        |                | Stockfish        | Blitz Battle          | 33                  | 5 + 2                                    |
| 3        | Gennaio 2019   | Stockfish        | Rapid Redux           | 16                  | 30 + 5                                   |
| 4        |                | Stockfish        | Bullet Brawl          | 8                   | 1 + 2                                    |
| 5        |                | Stockfish        | Escalation            | 10                  | 10 + 5                                   |
| 6        |                | Stockfish        | Il classico invernale | 24                  | 10 + 10                                  |
| 7        | Marzo 2019     | Leela Chess Zero | Blitz Bonanza         | 24                  | 5 + 2                                    |
| 8        |                | Stockfish        | Profonda immersione   | 24                  | 15 + 5                                   |
| 9        |                | Stockfish        | The Gauntlet          |                     | 5 + 2, 1 + 1, 10 + 5                     |
| 10       | Settembre 2019 | Leelenstein      | Doppie cifre          | 13                  | 10 + 3                                   |
| 11       | Dicembre 2019  | Leela Chess Zero |                       | 12                  | 30 + 5                                   |
| 12       | Gennaio 2020   | Leela Chess Zero |                       | 18                  | 1 + 1                                    |
| 13       | Marzo 2020     | Leela Chess Zero |                       | 26                  | 3 + 2, 5 + 5, 10 + 5, 15 + 5             |
| 14       | Giugno 2020    | Leela Chess Zero |                       | 16                  | 15 + 5                                   |
| 15       |                |                  |                       | 17                  | 1 + 1                                    |

### PogChamps
Chess.com ha ospitato il PogChamps, un torneo online amatoriale con streamer di Twitch. Il montepremi delle prime due edizioni era di 50.000 dollari, aumentati a 100.000 nella terza edizione.

## Caratteristiche
Chess.com gestisce un modello di business freemium: le funzionalità principali del sito sono gratuite, ma i giocatori devono pagare per ottenere funzionalità aggiuntive.
I visitatori del sito possono giocare su un server di scacchi dal vivo oppure in maniera simile al gioco per corrispondenza, chiamato "Scacchi Giornalieri" sul sito. I giocatori possono anche giocare contro motori scacchistici (scacchi contro il computer) e partecipare a partite a voto in cui i giocatori formano squadre e votano la mossa migliore. Altre caratteristiche includono allenamento tattico, forum di scacchi, articoli, video, lezioni, notizie sugli scacchi, risorse scaricabili, database di aperture, gruppi di club, trasmissioni in diretta, puzzle giornalieri, partite a squadre, coaching online ed un database con oltre 2 milioni di partite.
L'azienda pubblica un gran numero di articoli su una varietà di argomenti relativi agli scacchi, tra cui strategia degli scacchi, teoria delle aperture e storia. Collaboratori regolari includono Gregory Serper, Bruce Pandolfini, Sam Shankland, Dan Heisman, Jeremy Silman, Simon Williams, Daniel Naroditsky, Natalia Pogonina e Daniel Rensch.
Gli utenti possono giocare una serie di varianti sul server live, tra cui crazyhouse, three-check, four-player, king of the hill, chess960 e bughouse.
Chess.com ha una politica contro l'uso dei motori scacchistici in tutte le forme del gioco (compresa quella per corrispondenza), tranne dove "specificamente consentito" come ad esempio in tornei per computer. Utilizza alcune tecniche non rivelate per catturare i giocatori che usano motori per imbrogliare e ne bandisce molti basandosi sull'analisi computerizzata delle partite giocate, visualizzabile anche dagli stessi giocatori al termine della partita assieme alle statistiche riguardanti la precisione delle mosse effettuate. Se un giocatore amatoriale ha una precisione di gioco molto prossima a quella del software di analisi è infatti probabile che nella partita vi siano stati comportamenti irregolari, tuttavia ciò non è sufficiente come prova che essi siano effettivamente avvenuti.

## Compagnie sussidiarie

### Chesskid.com
Chess.com gestisce anche il sito sussidiario chesskid.com per giocatori di scacchi di tutte le età. Chesskid si concentra su un ambiente a misura di bambino mirato al miglioramento del gioco per principianti o anche per giocatori di club. Ha anche un programma di tutela unico in base al quale i genitori o gli allenatori autorizzati possono visualizzare i progressi del bambino nel tempo, per vedere le statistiche sui loro progressi nelle tattiche o su quanti video hanno guardato in modo che possano dare incoraggiamenti e suggerimenti su come migliorare. Chesskid non presenta pubblicità.
Chesskid.com organizza un campionato online annuale chiamato CONIC (ChessKid Online National Invitational Championship), dal 2012 riconosciuto dalla Federazione Scacchistica degli Stati Uniti. Secondo David Petty, l'organizzatore dell'evento nel 2013,
Chesskid ha stretto accordi e partnership con molte associazioni di scacchi per portare il beneficio educativo degli scacchi ai bambini delle scuole. Nel 2014, per un periodo di prova, tutte le iscrizioni all'ICA (Illinois Chess Association) includevano un abbonamento gratuito a Chesskid per membri gold. Hanno anche una partnership a lungo termine con la NTCA (North Texas Chess Academy) che offre ai bambini un accesso immediato agli istruttori online.